# Mânzătești (okręg Jassy)
Mânzătești – wieś w Rumunii, w okręgu Jassy, w gminie Ungheni. W 2011 roku liczyła 973 mieszkańców.